# Hori II
Hori II (fl. XII secolo a.C.) è stato un visir dell'antico Egitto.
Servì durante il regno dei faraoni Seti II, Siptah, Tausert, Sethnakht e Ramesse III.

## Biografia
| G5 | i | A1 |

| G5 | i | A1 |

Hori era il figlio del sommo sacerdote di Ptah Hori I e nipote del principe Khaemweset. E quindi discendente diretto del faraone Ramesse II.
Ci sono pervenute poche informazioni su sua madre oltre al suo nome, Teka. Hori I e Teka ebbero altri cinque figli i cui nomi sono giunti fino a noi: Ourkherephemout, Kama, Taimet, Merit Ptah e Tabes.
Hori prestò servizio come visir dal regno di Seti II fino al sedicesimo anno di Ramesse III, succedendo al visir Paraemheb nella carica.
A Hori successe il visir To entro l'anno 16 del regno del faraone Ramesse III. Forse un altro visir, forse del Nord dell'Egitto e di nome Heuernef, successe anche a Hori durante il regno di Ramesse III, ma ciò dipende dalla lettura di un testo breve e poco chiaro scritto su un ostrakon di Deir el-Medina che ora si trova nel Museo Archeologico Nazionale di Firenze (inv. n. 2619).